# Hrabia Darnley

## Informacje ogólne
- Dodatkowymi tytułami hrabiego Darnley są:
  - wicehrabia Darnley
  - baron Clifton of Leighton Bromswold
  - baron Clifton of Rathmore
- Najstarszy syn hrabiego Darnley nosi tytuł lorda Clifton

Hrabiowie Darnley 1. kreacji (parostwo Irlandii)
- 1725–1728: John Bligh, 1. hrabia Darnley
- 1728–1747: Edward Bligh, 2. hrabia Darnley
- 1747–1781: John Bligh, 3. hrabia Darnley
- 1781–1831: John Bligh, 4. hrabia Darnley
- 1831–1835: Edward Bligh, 5. hrabia Darnley
- 1835–1896: John Stuart Bligh, 6. hrabia Darnley
- 1896–1900: Edward Henry Stuart Bligh, 7. hrabia Darnley
- 1900–1927: Ivo Francis Walter Bligh, 8. hrabia Darnley
- 1927–1955: Esme Ivo Bligh, 9. hrabia Darnley
- 1955–1980: Peter Stuart Bligh, 10. hrabia Darnley
- 1980 -: Adam Ivo Stuart Bligh, 11. hrabia Darnley

Następca 11. hrabiego Darnley: Ivo Donald Bligh, lord Clifton
Następca lorda Cliftona: Harry Robert Stuart Bligh